# Нідерндорферберг
Нідерндорферберг (нім. Niederndorferberg) — містечко й громада округу Куфштайн у землі Тіроль, Австрія.
Нідерндорферберг лежить на висоті 738 м над рівнем моря і займає площу 12,15 км². Громада налічує 673 мешканців.
Густота населення 55/км².
Нідерндорферберг лежить у долині річки Інн на кордоні з Баварією.
|                                           |
| Нідерндорферберг на мапі округу та землі. |

 Адреса управління громади: Eiberg 14, 6346 Niederndorferberg.